# Översvämningen i Moçambique 2007

Moçambique.

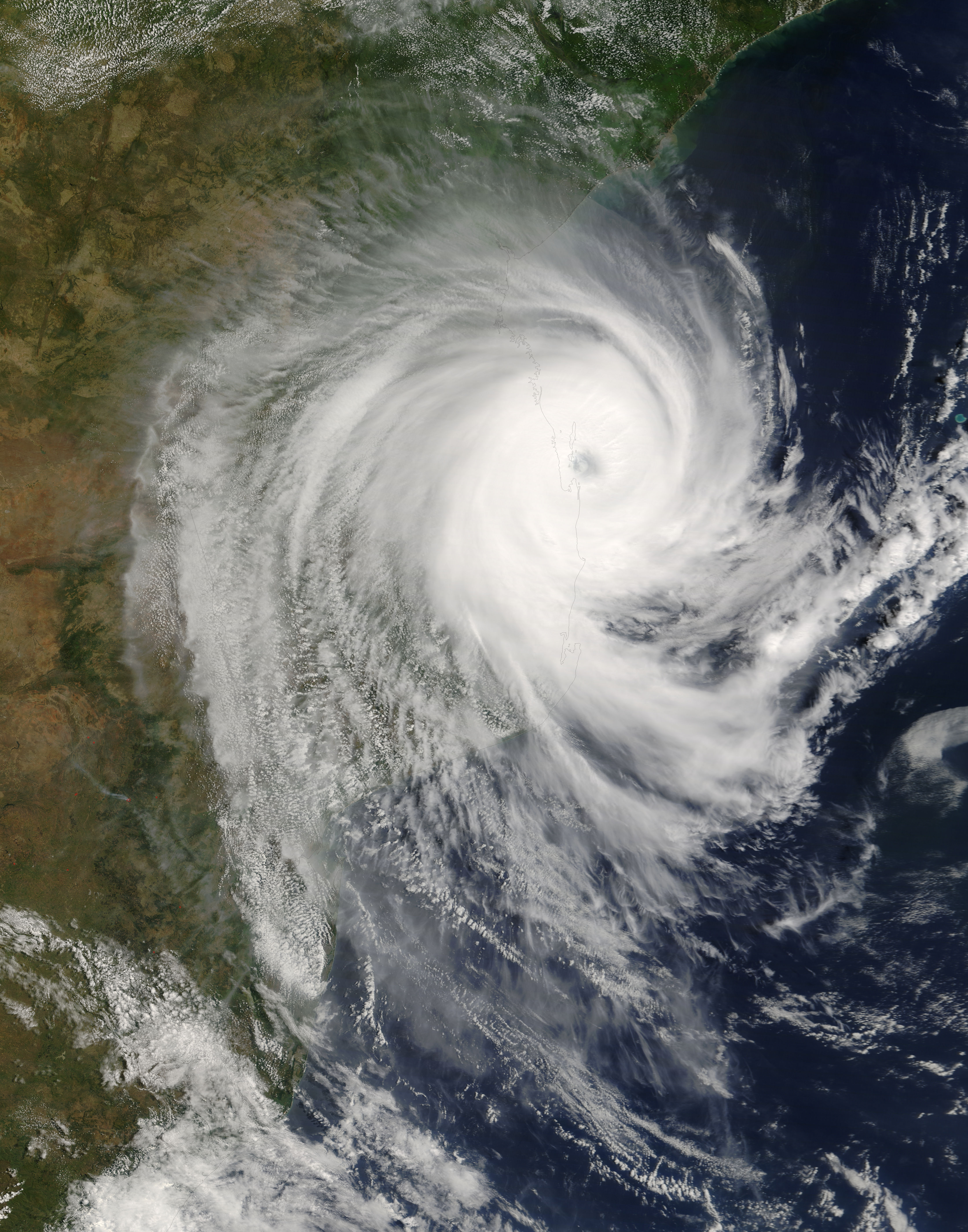
Cyklonen Favio drar in i februari 2007.

Översvämningen i Moçambique 2007 var en naturkatastrof i Moçambique år 2007 då stora delar av landet drabbades av svåra översvämningar. Skadorna blev dock inte på långa vägar så allvarliga som vid den katastrofala översvämningen år 2000, och dödssiffran stannade vid ett 30- eller 40-tal.
Översvämningen tog sin början sent i december 2006 när dammen i Cahora Bassa översvämmades efter häftiga regn i Sydafrika. I februari 2007 förvärrades läget när Zambesifloden svämmade över sina bräddar i Moçambique. Också Chire- och Rivubuefloderna svämmade över.
I mitten av februari hade 80 000 människor måst evakueras från sina hem i provinserna Tete, Manica, Sofala och Zambezia. Den 22 februari angav FN att sammanlagt 121 000 människor fått lämna sina hem. Somliga vägrade evakueras och valde att stanna i hemmet.
Den 22 februari drog cyklonen Favio in över provinsen Inhambane och förvärrade situationen ytterligare.